# Cyclodomorphus venustus
Cyclodomorphus venustus är en ödleart som beskrevs av  Eddie L. Shea och MILLER 1995. Cyclodomorphus venustus ingår i släktet Cyclodomorphus och familjen skinkar. Inga underarter finns listade i Catalogue of Life.